# Jared Padalecki

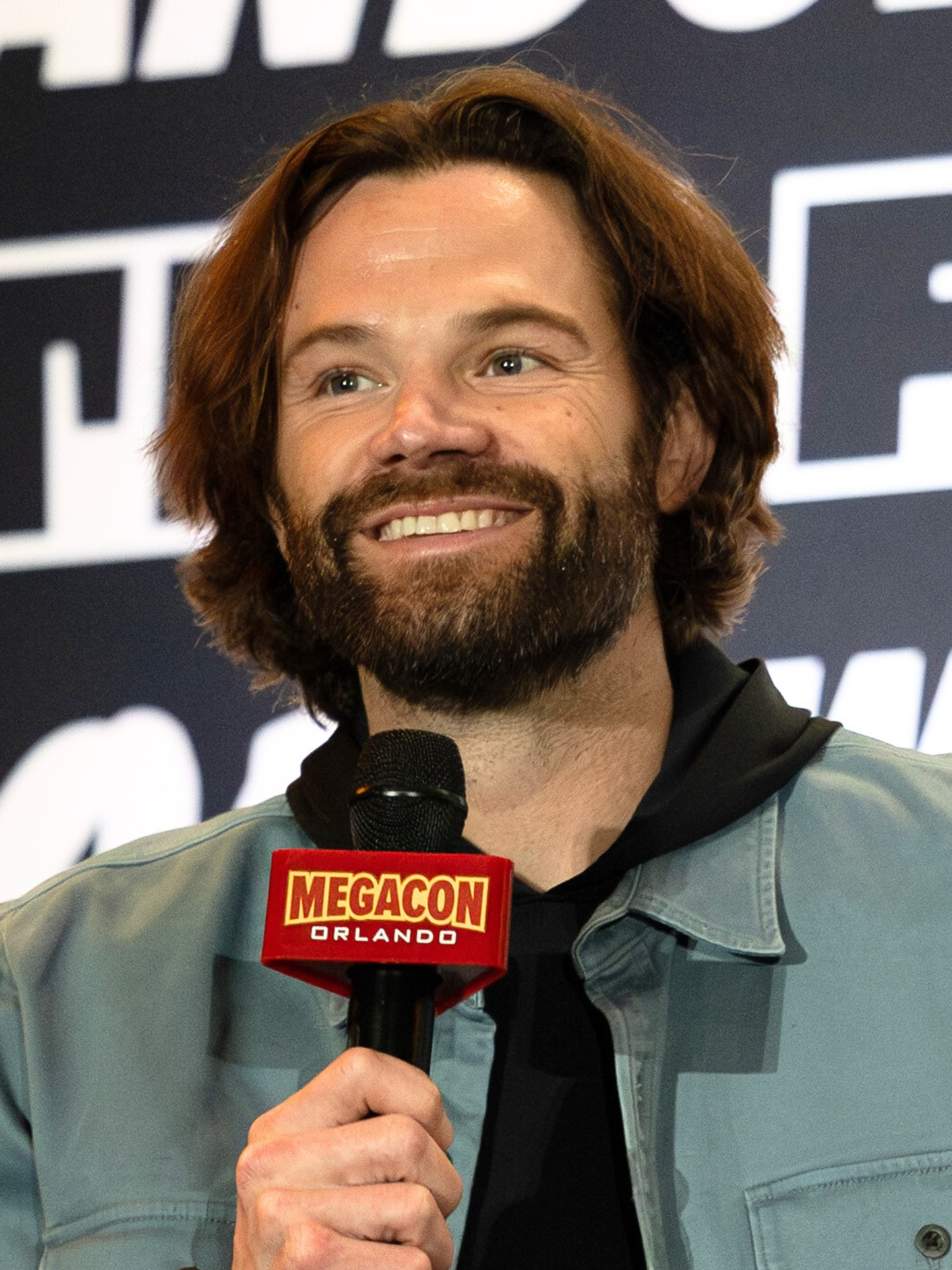
Jared Padalecki (2025)

Jared Tristan Padalecki (* 19. Juli 1982 in San Antonio, Texas) ist ein US-amerikanischer Schauspieler mit väterlicherseits polnischer Abstammung. Er erlangte Bekanntheit durch seine Rolle des Dean Forester in der Fernsehserie Gilmore Girls. Zudem ist er für seine Rolle als Sam Winchester in der CW Serie Supernatural bekannt. Außerdem spielte er in Ein verrückter Tag in New York und House of Wax mit.

## Leben und Karriere
Mit zwölf Jahren nahm er Schauspielunterricht, um in Theaterstücken aufzutreten. Im Jahr 1999 gewann Jared Padalecki den Wettbewerb „Claim To Fame“ und durfte bei der Verleihung der Teen Choice Awards einen Preis überreichen. Mit diesem Auftritt machte er Talentsucher auf sich aufmerksam und lernte seinen späteren Manager kennen, der auch Freddie Prinze junior betreut.
Nach seinem Abschluss an der James Madison High School im Jahr 2000 zog Jared Padalecki schließlich nach Los Angeles, um Schauspieler zu werden. Noch im selben Jahr erhielt er die Rolle des Dean Forester in der Serie Gilmore Girls und schaffte damit den Durchbruch. Er spielte in der Serie von 2000 bis 2005 mit. Zwar wurde die Serie Young MacGyver, in der Padalecki 2003 die Hauptrolle spielte, vom Sender The WB nie ausgestrahlt, doch in der Folgezeit wirkte er, parallel zu seinen Auftritten in Gilmore Girls, in zahlreichen Kinofilmen wie Ein verrückter Tag in New York, Der Flug des Phoenix, Cry_Wolf und der Neuverfilmung des Horrorklassikers House of Wax mit.
2005 erhielt Jared Padalecki vom Sender The WB erneut die Chance auf eine eigene Serie und übernahm, an der Seite von Jensen Ackles, die Hauptrolle des Sam Winchester in der Mysteryserie Supernatural. 2007 präsentierte er auf MTV die von Ashton Kutcher produzierte Serie Room 401. 2009 war er in der Hauptrolle des Horrorfilms Freitag der 13. zu sehen, bei dem es sich um eine Neuverfilmung des gleichnamigen Films von 1980 handelt. Padalecki übernahm die Hauptrolle in der Neuverfilmung der Serie Walker, Texas Ranger, deren Ausstrahlung unter dem Titel Walker im Januar 2021 begann.
Padalecki hat einen älteren Bruder und eine jüngere Schwester. Seit dem 27. Februar 2010 ist er mit Genevieve Padalecki verheiratet. Das Paar hat zwei gemeinsame Söhne und eine Tochter (* 2012, * 2013, * 2017). Er lebt in Austin, im US-Bundesstaat Texas.

## Filmografie (Auswahl)
- 1999: A Little Inside

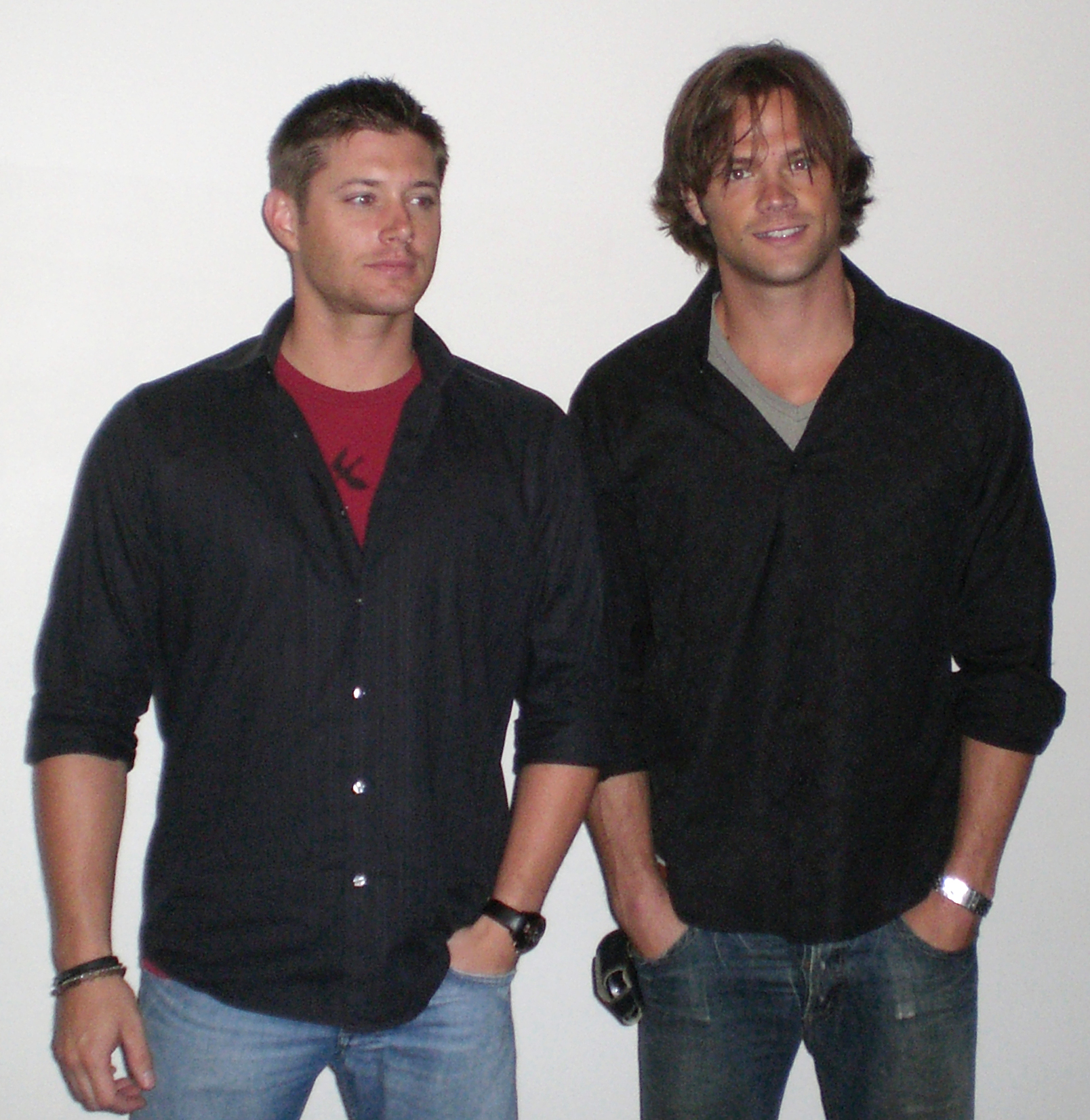
Jensen Ackles mit Jared Padalecki 2008

- 2000–2005: Gilmore Girls (Fernsehserie, 63 Folgen)
- 2001: Emergency Room – Die Notaufnahme (ER, Folge 7x10 Piece of Mind)
- 2002: Die Stimme des Meeres (A Ring of Endless Light)
- 2003: Young MacGyver (Fernsehfilm)
- 2003: Im Dutzend Billiger (Cheaper by the Dozen)
- 2004: Der Flug des Phoenix (Flight of the Phoenix)
- 2004: Ein verrückter Tag in New York (New York Minute)
- 2005: Cry_Wolf
- 2005: House of Wax
- 2005–2020: Supernatural (Fernsehserie, 327 Folgen)
- 2007: House of Fears – Deine Angst wird dich töten (House of Fears) (Cameo-Auftritt)
- 2008: Das Weihnachtshaus (The Christmas Cottage)
- 2009: Freitag der 13. (Friday the 13th)
- 2011: Supernatural: The Animation (Fernsehserie, 9 Folgen, Stimme für Sam Winchester)
- 2016: Gilmore Girls: Ein neues Jahr (Gilmore Girls: A Year in the Life, Miniserie, Folge 1x04)
- 2021–2024: Walker (Fernsehserie, 69 Folgen)
- 2024: Fire Country (Fernsehserie, 3 Folgen)